# Jean Galmot, aventurier
Pour plus de détails, voir Fiche technique et Distribution.
Jean Galmot, aventurier est un film français réalisé par Alain Maline, sorti en 1990.

## Synopsis
Jean Galmot, journaliste devenu homme d'affaires et député en Guyane dans les années 1910.

## Fiche technique
- Titre : Jean Galmot, aventurier
- Réalisation : Alain Maline
- Scénario : Santiago Amigorena, Alain Maline, François Migeat et Anne Théron
- Dialogues : Daniel Saint-Hamont
- Sociétés de production : UGC - Hachette Première - Partner's Productions
- Musique : Romano Musumarra
- Photographie : Walther van den Ende
- Son : Jean-Paul Loublier et Harald Maury
- Costumes : Yvonne Sassinot de Nesle
- Décors : Christian Marti
- Montage : Hugues Darmois
- Pays d'origine :  France
- Format : Couleurs - Dolby
- Genre : aventures
- Durée : 105 minutes
- Date de sortie : 
  - France : 24 octobre 1990

## Distribution
- Christophe Malavoy : Jean Galmot
- Roger Hanin : Georges Picard, le gouverneur
- Désirée Nosbusch : Marianne Galmot
- Jean-Michel Martial : Iqui
- Belinda Becker : Jeanne Deschamps
- Maxime Leroux : Antoine Charas
- Jacques Martial : Gauvin, le maire de Cayenne
- Jean-Paul Muel : Eugène Lautier
- Benoît Régent : Alexandre Stavisky
- Roger Planchon : Castellane
- Ute Lemper : Arlette Simon
- Karine Silla : Adrienne Cernis
- Jean-Pierre Bisson : Blaise Cendrars
- Raymond Aquilon : Garel